# Proyecto Ctesifonte de Rafael de la Hoz
El proyecto Ctesifonte de Rafael de La-Hoz Arderius es la puesta en práctica de sus investigaciones acerca de este sistema de construcción, que se manifiesta por primera vez en el siglo III d.c en el palacio Ctesifonte y que utiliza el arco de catenaria invertida con el mismo nombre. El proyecto se hará tangible en 1952 en las Viviendas Ultrabaratas de Llano de las Eras (También conocidas como Casas Túnel) en Palma del Río, Córdoba.
La forma de un arco ctesifonte es la de una catenaria invertida. Lo singular de este arco es que se sostiene a sí mismo: La tensión que se produce en cada punto del arco se reparte entre una componente vertical y un componente de presión que se transmite del arco a los cimientos sin necesidad de esfuerzos verticales, salvo en la parte inferior llegando ya a los cimientos, por ello no necesita la adición de apoyos laterales.

## Antecedentes

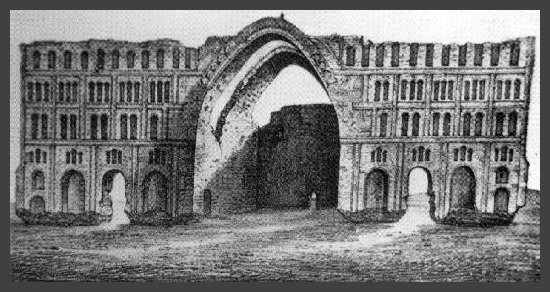
Palacio Ctesifonte.

Esta tipología tiene su origen en el siglo III d. C. cerca de Bagdad, en el arco de entrada del Palacio de Ctesifonte, de ahí su nombre. Fue construido por la dinastía sasánida de Persia y aún hoy sigue en pie a pesar de las agresiones climáticas del lugar, del deterioro del tiempo, de los actos vandálicos y del bombardeo en la región.
Puede verse nuevamente un ejemplo de esta estructura en el año 600 d. C. con la Iglesia Ctesifonte.

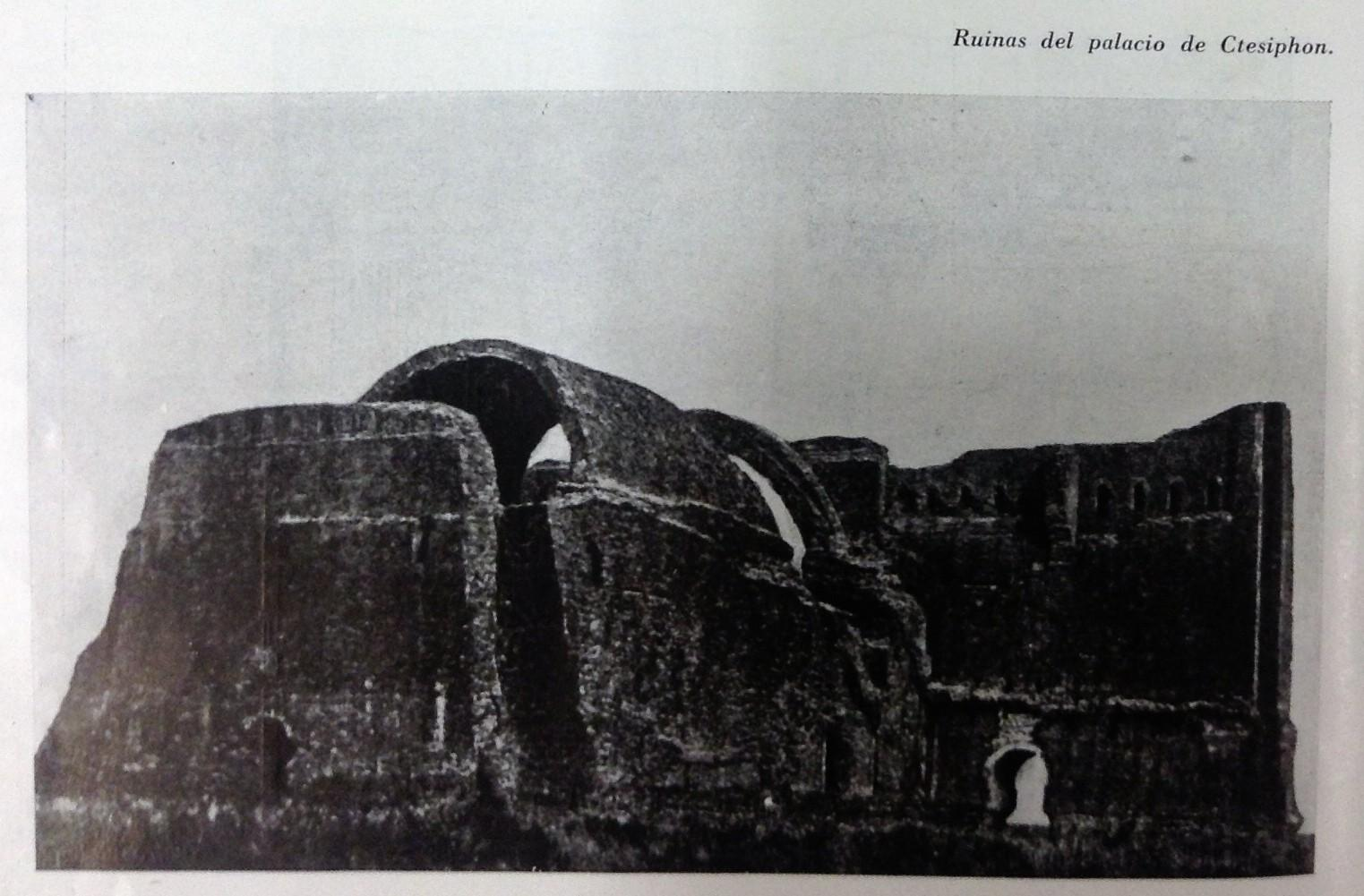
Ruinas del palacio Ctesifonte.

Dirigiéndonos hacia adelante en el tiempo, Gaudí se interesará por la catenaria y la utilizaría en algunas de sus obras, pero no fue el único que investigó con las posibilidades arquitectónicas de esta forma; durante el siglo XIX ya muchos otros arquitectos abrieron camino en su empleo. Este sistema de construcción se aplicó también en refugios militares durante la Segunda Guerra Mundial en el sur de Inglaterra con lo que se demuestra de nuevo su gran capacidad de soporte.
Tras la guerra, se construyó en el norte de Londres un edificio Ctesifonte en el que Rafael de La-Hoz basará sus investigaciones.

En construcciones de tipo industrial, ya lo utilizaría Eugène Freyssinet en los hangares del aeropuerto de Orly o en estructuras abiertas como el puente de Tonneins.
La idea llega a España en 1951 gracias al artículo que publica en el BRIGDA (Boletín de Información de la dirección General de Arquitectura) cuando se apostaba por las nuevas formas y realizaba un dibujo en el que aparece ya un edificio inspirado en este sistema.

## Investigaciones Previas
Rafael de La-Hoz realizó sus investigaciones en base al edificio Ctesifonte construido en el campo de pruebas del norte de Londres por el Ministerio de Obras públicas de Gran Bretaña, gracias al cual se comprobó, en la práctica, la estabilidad y fiabilidad de este sistema.
Observó que con dicho sistema se podía aumentar la luz de los arcos sin necesidad de aumentar el espesor debido a la rigidez de sus ondulaciones, para conseguir el aumento de resistencia lo que se hace es manipular la profundidad y la longitud de las ondulaciones del Ctesifonte. Si esta ondulación va decreciendo hacia los extremos, se consigue mayor estabilidad ante la fuerza del viento transversal gracias a la distribución del peso y, según sus cálculos, aunque llegase a su mayor curvatura posible, la fuerza de la estructura seguiría siendo superior a la que pueda ejercer el viento.

## Proyecto
Rafael de La-Hoz va a estudiar las posibilidades técnicas del sistema Ctesifonte, utilizándolo por primera vez para la construcción viviendas mínimas de tipo social en las conocidas como Viviendas Ultrabaratas o "Casas Tunel" Del Llano de las Eras en Palma del Río junto con el arquitecto José María García de Paredes en 1952. Ya se había utilizado este sistema para construir viviendas, pero Rafael de La-Hoz rescata esta posibilidad que para aquel entonces se había olvidado en pro de su utilidad industrial, pues este sistema se consideraba ya muy apegado a la ingeniería
Estos arquitectos vieron la necesidad de construir viviendas sociales mínimas basándose en datos reales, es decir, que no fuesen necesariamente más pequeñas de lo que la población con estas necesidades de habitabilidad podía pagar, de modo que no fueran hechas para la miseria, sino para la pobreza; de modo que se les permitió redactar un proyecto considerándose válido si los inquilinos podían costear la renta resultante. Así, utilizaron este sistema constructivo, considerado más económico, además de resistente, pudiendo construirse 20 m² de superficie.
Sobre la base de esto, se realizó en Llano de las Eras una célula experimental de 3 x 4 x 5m. La célula consta de cuatro viviendas que se disponen de dos en dos, compartiendo un mismo y pequeño espacio de acceso a cada vivienda.

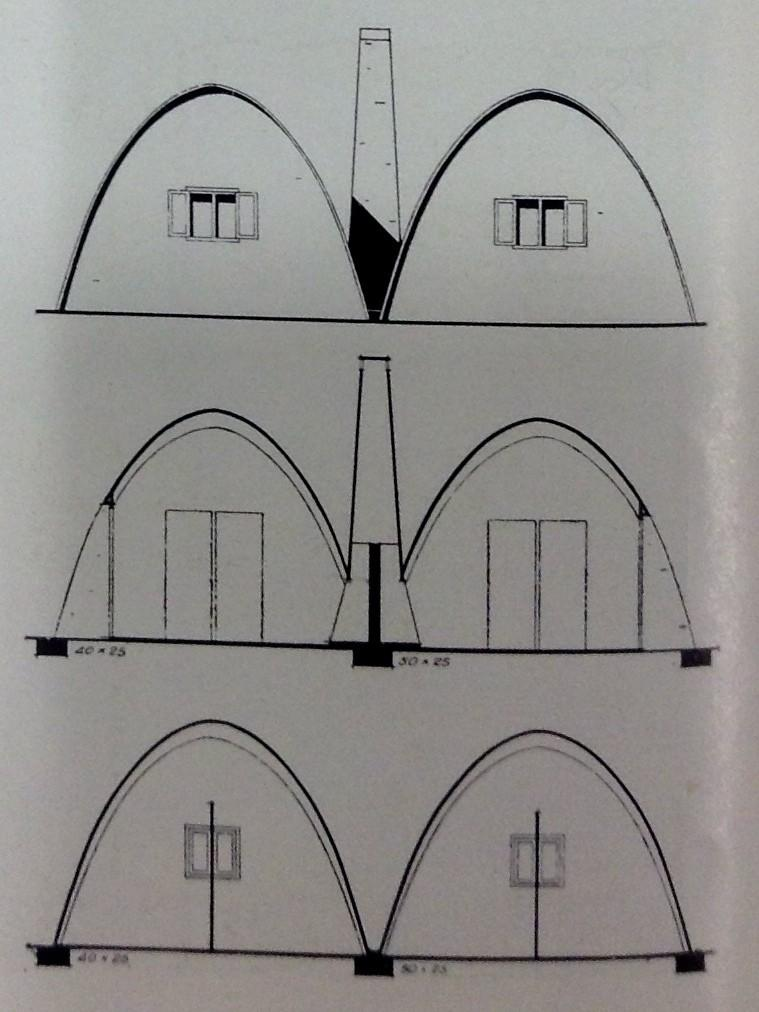
Viviendas ultrabaratas (alzado).

El sistema de construcción de cada una de estas viviendas sería el siguiente: Una membrana que conforma una bóveda (formada por la unión de varios arcos Ctesifontes y por tanto, con esta forma) cubierta de hormigón compacto de 4m de luz, 3m de flecha y 80m², muy impermeable y con juntas de dilatación para tener en cuenta las posibles tracciones por cambios de temperatura. Todo el exterior está encalado (bóveda, chimenea, tímpano y entrada) ayudando a aislar las altas temperaturas alcanzadas en Córdoba durante el verano, a esto contribuye también la alta conductividad térmica del hormigón, que guarda la temperatura de la noche y que la superficie expuesta al sol resulta mínima. El interior de la bóveda en un grueso de 2'5 cm está enlucido con mortero de yeso y paja machadcada, frenando las pérdidas de calor del interior cuando es necesario mantenerlo en épocas de frío.

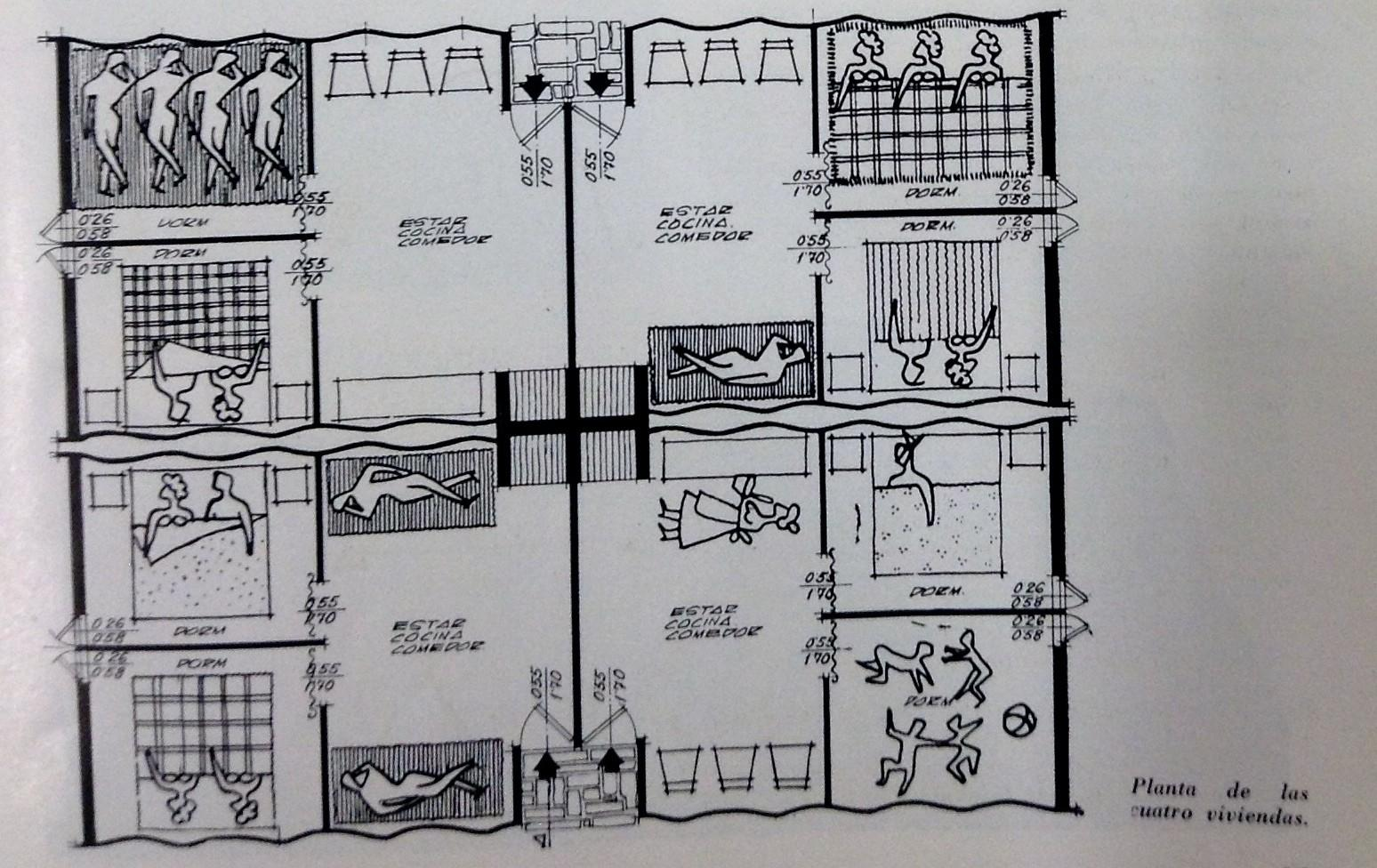
Planta de las cuatro viviendas.

Las viviendas se dividieron en tres estancias: Cocina-salón-estar y dos dormitorios. Incluso se tuvo en cuenta la altura de los inquilinos, no muy elevada, disponiendo puertas de 1'7 m de altura, abaratando así los costes sin repercutir en la comodidad. Los pequeños huecos de los vanos, dispuestos en una esquina y frente a la puerta de entrada dan mayor sensación de amplitud a las habitaciones.
Al exterior, queda un juego de volúmenes puros y sencillos contrastados con la verticalidad de la chimenea que imprime algo de gracia a estos volúmenes simples.